# Passapatanzy
Passapatanzy est une census-designated place située dans le comté de King George, dans l’État de Virginie, aux États-Unis. Lors du recensement de 2020, elle comptait 1 244 habitants.